# Ariobarzanes (Satrap)
Ariobarzanes († 330 v. Chr.) war ein persischer Adliger und Statthalter der Provinz Persis. Er konnte anfangs den Versuch Alexanders des Großen vereiteln, den Engpass der sogenannten Persischen Tore zu passieren, wurde aber nach einer Umgehung seiner Stellung durch den Makedonenkönig geschlagen und im anschließenden Gefecht getötet.
Manche Historiker halten Ariobarzanes für den Sohn des Artabazos, des Sohnes des phrygischen Satrapen Pharnabazos. Andere Forscher lehnen diese Vermutung mit dem Argument ab, dass Ariobarzanes, der Statthalter der Persis, nach der Angabe des Alexanderhistorikers Curtius Rufus kurz nach der Erstürmung der Persischen Tore durch die Makedonen ums Leben kam, während Arrian berichtet, dass Artabazos und dessen Sohn Ariobarzanes sich später in Hyrkanien dem makedonischen Eroberer ergaben.
Unter der Herrschaft des Achämeniden Dareios III. war Ariobarzanes seit spätestens 331 v. Chr. der Satrap der Persis, der Zentralprovinz des persischen Großreichs mit dessen Hauptstadt Persepolis. Anscheinend hatte es ein solches Amt vorher nicht gegeben. Ariobarzanes führte sein Provinzaufgebot in die entscheidende Schlacht bei Gaugamela (1. Oktober 331 v. Chr.) gegen Alexander den Großen; das Oberkommando über alle persischen Kontingente, die im Zentrum nahe Dareios III. stationiert waren, lag bei Orxines.  Nachdem sich die Niederlage der Perser abzeichnete, floh Ariobarzanes ebenso wie der Großkönig vom Schlachtfeld und kehrte in seine Provinz zurück.
Nach der Einnahme von Susa rückte Alexander mit 17.000 Elitesoldaten nach Persepolis vor. Ariobarzanes riegelte mit einem Großaufgebot einen strategisch wichtigen, sehr engen Gebirgspass (genannt Persische Tore oder Susische Tore) nordöstlich der heutigen Stadt Yasudsch ab, um ein weiteres Vordringen des Makedonenkönigs in das Kernland des persischen Reichs zu verhindern. Die Angaben der Alexanderhistoriker, wie viele Männer Ariobarzanes zur Verfügung hatte, dürften übertrieben sein.
Alexander ließ den Tross und die schwerbewaffneten Truppen unter dem Kommando von Parmenion auf der einfacher zu nehmenden, aber auf einem Umweg durch die heutigen Orte Behbahān und Kazerun nach Persepolis führenden Fahrstraße vorrücken, während er selbst mit den beweglicheren Einheiten den schwierigeren gebirgigen, aber direkten Weg nahm, wobei er die Persischen Tore passieren musste. Am fünften Tag erreichte er eine Mullah Susan genannte Waldlichtung, die 5 km vor dem zu erstürmenden Engpass lag. Auf dieser Lichtung schlug Alexander sein Lager auf.
Ariobarzanes hatte die Persischen Tore durch eine Mauer absperren lassen. Sie waren außerdem von steilen, hohen Bergen flankiert. Als Alexander gegen den Engpass vorrückte, wurde er mit seiner Armee von der Mauer aus mit Katapulten beschossen, während die auf den angrenzenden Berghöhen postierten Perser Pfeile hinunterschossen und Felsbrocken herabrollten. Der Makedonenkönig verlor viele seiner Leute, während die Perser kaum Verluste zu beklagen hatten. Da ein Durchmarsch nicht möglich war, musste Alexander den Befehl zum Rückzug ins Lager geben.
Alexander steckte aber nicht auf und erfuhr laut einigen Quellen von einem gefangenen lykischen Hirten eine Umgehungsmöglichkeit der Position des Ariobarzanes. In einem Nachtmarsch führte er im Januar 330 v. Chr. seine Elitetruppen auf Bergpfaden in den Rücken der Stellung der Perser und attackierte sie im Morgengrauen unerwartet, während Krateros mit anderen Soldaten von vorne anstürmte. Dieser Zangenangriff erwies sich als erfolgreich; die persische Stellung konnte erobert werden, wobei die meisten Verteidiger in der Schlacht an den persischen Toren niedergemetzelt wurden.
Dies führte für Ariobarzanes zum Verlust seiner Provinz, da die Bevölkerung von Persepolis auf die Nachricht der Niederlage auf die Seite Alexanders überging und dem mit wenigen Männern entkommenen Statthalter den Einzug in die Hauptstadt verwehrte. Ariobarzanes stellte sich daher am Araxes-Fluss (Bendemir) zu einer erneuten Schlacht gegen die vorrückenden Eroberer, in der er getötet wurde.
Alexander übernahm die Herrschaft in der Persis, wo er den Perser Phrasaortes zu seinem Satrapen einsetzte.